# Eagle (comtat de Richland)
Eagle és un town al comtat de Richland, Wisconsin, Estats Units. Al cens del 2000 constaven 593 habitants. Les comunitats no incorporades de Balmoral, Basswood i Eagle Corners son dins dels límits del town.
Segons l'Oficina del Cens el town té una superfície de 92,2 km2 (35,6 milles quadrades), de les quals 90,0 km2 (34,8 milles quadrades) és terra ferma i 2,2 km2 (0,9 milles quadrades) d'aquest (2,42%) son cobertes per les aigües.
Segons el cens de l'any 2000 al town hi havia 593 persones, 223 llars i 165 famílies resultant una densitat de 6,6 habitants / km2 (17,1 habitants per milla quadrada ). Hi havia 267 habitatges amb una densitat mitjana de 3,0 habitants / km2 (7,7 habitants per milla quadrada). El perfil racial del town era d'un 99,33% de blancs, 0,34% d' asiàtics i un 0,34% de dues o més races. Els hispans o llatins de qualsevol raça eren el 0,67% de la població.
Hi havia 223 llars, de les quals en el 32,3% hi vivien menors de 18 anys, el 65,0% eren parelles casades vivint juntes, el 5,8% tenien una dona cap de família sense marit present i el 25,6% no eren famílies. El 19,3% de totes les llars estaven formades per una sola persona, i el 7,2% tenien algú que vivia sol que tenia 65 anys o més. De mitjana a les llars hi vivien de 2,66 persones, augmentant a 3,07 persones en el cas dels habitatges ocupats per  famílies.
Al town la població es repartia en les següents franges etàries: un 26,6% menors de 18 anys, un 6,2% de 18 a 24 anys, un 26,1% de 25 a 44 anys, un 27,7% de 45 a 64 anys i un 13,3% majors de 65 anys. L'edat mediana era de 40 anys. Per cada 100 dones, hi havia 103,8 homes. Per cada 100 dones de 18 anys o més, hi havia 102,3 homes.

La renda mediana per llar a la ciutat era de 36.944 $, i la renda mediana per família era de 38.750 $. Els homes tenien una renda mediana de 28.750 dòlars enfront dels 17.500 dòlars de la de les dones. La renda per càpita del town era de 16.026 dòlars. Un 11,5% de les famílies i el 13,4% de la població estaven per sota del llindar de pobresa, entre aquests el 22,4% dels menors de 18 anys i el 12,5% dels majors de 65 anys.